# Claus Beissner
Claus Beissner (* 17. April 1935 in Hamburg) ist ein ehemaliger deutscher Leichtathlet und Sportreporter.

## Leben
Beissner war von 1954 bis 1959 für SuS Bergedorf aktiv. Bei den Deutschen Meisterschaften 1956 belegte er mit der 4-mal-400-Meter-Staffel den vierten Platz. 1957 und 1958 erreichte die Staffel jeweils den zweiten Platz hinter der Staffel des OSV Hörde. 
Beissner studierte Jura in Kiel und begann am 1. Januar 1963 in der Sportredaktion des NDR. Er war von 1987 bis 2000 Sportchef des NDR-Hörfunks und ab 1984 als Nachfolger von Horst Seifert Programmchef der Eurovision. Er blieb bis 2006 im Dienst. Beissner war als Redakteur bei den Olympischen Spielen von 1968 bis 2004 dabei. Neben seiner beruflichen Tätigkeit war er ehrenamtlich 25 Jahre als Pressechef beim Deutschen Judo-Bund tätig, zwölf Jahre bei der Europäischen Judo-Union und acht Jahre beim Weltjudoverband IJF.
1977 erschien beim Rowohlt-Verlag das Buch Judo von Claus Beissner und Manfred Birod, das bis 1990 mehrfach neu aufgelegt wurde. Daneben verfasste Beissner Bücher über Kung Fu, das Sportabzeichen und über Laufen.